# Lijst van rivieren in Maine
Dit is een onvolledige lijst van rivieren in Maine.
- St. John River
  - Allagash River
  - Aroostook River
- Machias River
  - East Machias River
- St. Croix River
- Pleasant River
- Narraguagus River
- Penobscot River
  - Passadumkeag River
  - Mattawamkeag River
    - Molunkus River

  - Piscataquis River
- Damariscotta River
- Sheepscot River
- Kennebec River
  - Dead River (ook bekend als West Branch)
  - Carrabassett River
  - Sandy River
  - Sebasticook River
  - Androscoggin River
- Fore River
- Saco River
- Kennebunk River
- Piscataqua River
  - Salmon Falls River
    - Great Works River

Alabama · Alaska · Arizona · Arkansas ·  Californië · Colorado · Connecticut · Delaware · Florida · Georgia · Hawaï · Idaho ·  Illinois · Indiana · Iowa · Kansas · Kentucky · Louisiana · Maine · Maryland · Massachusetts · Michigan · Minnesota · Mississippi · Missouri · Montana · Nebraska · Nevada · New Hampshire · New Jersey · New Mexico · New York ·  North Carolina · North Dakota · Ohio · Oklahoma · Oregon · Pennsylvania · Rhode Island · South Carolina · South Dakota · Tennessee · Texas · Utah · Vermont · Virginia · Washington (staat) · Washington D.C. · West Virginia · Wisconsin · Wyoming